# Manotes macrantha
Manotes macrantha är en tvåhjärtbladig växtart som först beskrevs av Ernest Friedrich Gilg, och fick sitt nu gällande namn av Schellenb.. Manotes macrantha ingår i släktet Manotes och familjen Connaraceae. Inga underarter finns listade i Catalogue of Life.